# Hipparchia mariae
Hipparchia mariae är en fjärilsart som beskrevs av Fuente 1925. Hipparchia mariae ingår i släktet Hipparchia och familjen praktfjärilar. Inga underarter finns listade i Catalogue of Life.